# ORIGIN (漫画)
『ORIGIN』（オリジン）は、Boichiによる日本の漫画作品。『週刊ヤングマガジン』（講談社）にて2016年40号より2019年11号まで連載されていた。単行本は全10巻。
2019年、第22回文化庁メディア芸術祭マンガ部門で大賞を受賞。受賞した際、「『ORIGIN』は「守っていく人」の物語」であり「心を込めたものを守っていきたいという人が、この作品を作ってきた」と作者は述べている。

## あらすじ
西暦2048年、未来の日本を舞台にちゃんと生きる使命を持ったアンドロイドORIGINは田中仁（たなかじん）という名前で人間として生きていくなかで８体の兄弟ロボットとの死闘を繰り広げていく。

## 登場人物
オリジン
人間社会に隠れ住むロボット。自分を造った科学者を「父」と呼び、父が最後に言った「ちゃんと生きていけ」という命令を行動原理としている。
田中仁（たなかじん）という名前で世界的巨大企業ＡＥＥに入社、ロボット研究所「頭チーム」に勤務している。
広瀬マイ
本作のヒロインAEEに田中仁と同期入社して一緒にロボット研究所「頭チーム」に配属される。
ロボットと知らずに田中仁に好意をよせるが、ロボットだと知った後も愛し続けた。

## ８体のロボット
オリジンの兄弟であり名前は八卦を元にしている。
乾(ケン)
別名｢正宗｣と名乗る首だけのロボットでリーダー
兌(ダ)
表向きは風俗嬢をしていた。オリジンと戦って破壊されオリジンのサポートロボットに改造されるも戦闘で破壊される。
離(リ)
武術を極めていたがオリジンと対決して破壊された
震(シン)
男子高校生の姿をしたロボットで人間と性行為をしていた。
巽(ソン)
女性型ロボット、別名｢アリア｣
坎(カン)
自分達を作った田中久重の姿をしている。腹部に隠し腕を持っている。
艮(ゴン)
人型をやめて10体の量産型の自分と巨大な怪物型に自身を改造した。
坤(コン)
眼鏡をかけた普通の青年風のロボット。オリジンと最初に戦った過去回想に登場しただけ。

## 評価
第22回文化庁メディア芸術祭マンガ部門の審査員だったみなもと太郎によると、審査員の多くが高得点をつけており、すんなり大賞に決まったという。みなもとは「子供のときに慣れ親しんだ『鉄腕アトム』を継承した作品のよう」だと評価している。みなもとは第22回文化庁メディア芸術祭受賞作品展のチラシにもコメントを寄せている。

## 書誌情報
- Boichi『ORIGIN』講談社〈ヤンマガKCスペシャル〉、全10巻
  1. 2017年1月6日発売[3]、ISBN 978-4-06-382908-2
  2. 2017年4月6日発売[7]、ISBN 978-4-06-382946-4
  3. 2017年8月4日発売[8]、ISBN 978-4-06-510075-2
  4. 2017年11月6日発売[9]、ISBN 978-4-06-510350-0
  5. 2018年3月6日発売[10]、ISBN 978-4-06-511092-8
  6. 2018年5月7日発売[11]、ISBN 978-4-06-511452-0
  7. 2018年8月6日発売[12]、ISBN 978-4-06-512408-6
  8. 2018年11月6日発売[13]、ISBN 978-4-06-513441-2
  9. 2019年2月6日発売[14]、ISBN 978-4-06-514512-8
  10. 2019年6月6日発売[4]、ISBN 978-4-06-515744-2

## 実写化
2023年12月7日、ジョシュ・ブーン、ダニー・チャン、Majestic LTDが製作に就いたハリウッド実写映画化が決定したことが発表された。